# Fluviphylax palikur
Fluviphylax palikur es una especie de peces de la familia de los pecílidos en el orden de los ciprinodontiformes.

## Morfología
Los machos pueden alcanzar los 1,4 cm de longitud total y las hembras los 1,39 cm.

## Distribución geográfica
Se encuentran en Sudamérica: frontera entre Brasil y la Guayana Francesa.